# ذخیره شناختی
ذخیره شناختی یا اندوختهٔ شناختی (انگلیسی: Cognitive reserve) به معنای مقاومت ذهن و مغز در برابر آسیب‌های مغزی است. تاب‌آوری ذهن از طریق رفتار ارزیابی می‌شود، در حالی‌که آسیب‌های عصبی-پاتولوژیک معمولاً به‌صورت هیستولوژیک (بافت‌شناسی) ارزیابی می‌شوند، اگرچه آسیب‌ها ممکن است با استفاده از نشانگرهای خونی و روش‌های تصویربرداری تخمین زده شوند. برای بررسی مفهوم «ذخیره»، دو مدل وجود دارد: ذخیره مغزی و ذخیره شناختی. این اصطلاحات، هرچند اغلب به‌طور مترادف در نوشتارهای علمی به‌کار می‌روند، اما روشی مفید برای بحث در مورد این مدل‌ها فراهم می‌آورند. با استفاده از یک تشبیه رایانه‌ای، می‌توان ذخیره مغزی را سخت‌افزار و ذخیره شناختی را نرم‌افزار در نظر گرفت. تمام این عوامل در حال حاضر به‌عنوان عوامل مؤثر در ذخیره جهانی شناخته می‌شوند. اصطلاح ذخیره شناختی معمولاً برای اشاره به هر دو نوع ذخیره (مغزی و شناختی) در نوشتارها و مقاله‌های علمی به کار می‌رود.
در سال ۱۹۸۸، مطالعه‌ای که در مجله سالنامه مغز و اعصاب منتشر شد، یافته‌هایی از کالبدشکافی پس از مرگ بر روی ۱۳۷ فرد مسن را گزارش کرد که به‌طور غیرمنتظره‌ای نشان داد که تفاوتی بین شدت آسیب پاتولوژیک بیماری آلزایمر و بروز بالینی این بیماری وجود دارد: برخی از شرکت‌کنندگان که مغزهایشان آسیب شدید ناشی از آلزایمر داشت، هیچ علائم بالینی از بیماری را نداشتند، یا اگر علامتی داشتند، اندک بود. علاوه بر این، مطالعه نشان داد که این افراد دارای وزن مغز بیشتر و تعداد بیشتری از نورون‌ها نسبت به گروه‌های کنترل هم‌سن بودند. محققان دو توضیح ممکن برای این پدیده ارائه کردند: ممکن است این افراد، آلزایمرشان در مراحل ابتدایی و تکوین اولیه بوده اما به طریقی از صدمه یا اتلاف تعداد زیادی نورون‌ها جلوگیری کرده باشند، یا به احتمال دیگر، با مغزهای بزرگ‌تر و نورون‌های بیشتری داشته‌اند و بنابراین ممکن است گفته شود که دارای «ذخیره مغزی» بیشتر بوده‌اند. این نخستین باری است که این اصطلاح در ادبیات علمی در این زمینه استفاده می‌شد.
این مطالعه باعث جلب توجه به این زمینه شد و برای تأیید بیشتر این یافته‌های اولیه، مطالعات بیشتری انجام شد. ذخیره بیشتر به آستانه تحمل و مقاومت بالاتری پیش از بروز بیماری و علائمش منجر می‌شود. علاوه بر این، افرادی که ظرفیت و ذخیرهٔ بیشتری داشتند، پس از بروز اختلال بالینی، افت سریع‌تری را نشان دادند، که احتمالاً نشان‌دهنده شکست تمامی سیستم‌ها و استراتژی‌های جبرانی است که فرد با ذخیره بیشتر برای مقابله با آسیب‌های عصبی-پاتولوژیک فزاینده به‌کار برده بود.

## ذخیره مغزی
ذخیره مغزی را می‌توان به‌عنوان تاب‌آوری مغز تعریف کرد، یعنی توانایی مغز برای مقابله با آسیب‌های فزاینده در حالی که همچنان به‌طور مناسب عمل می‌کند. این الگوی کنش‌پذیر و آستانه‌ای فرض می‌کند که یک سرحد ثابت وجود دارد که به محض رسیدن به آن، به‌طور اجتناب‌ناپذیر منجر به بروز علائم بالینی زوال عقل می‌شود.

### اندازه مغز
مطالعه‌ای در ۱۹۹۷ نشان داد که آسیب پاتولوژیک بیماری آلزایمر در مغزهای بزرگ لزوماً منجر به زوال عقل بالینی نمی‌شود. مطالعه دیگری گزارش کرد که محیط سر به‌طور مستقل با کاهش خطر زوال عقل بالینی آلزایمر مرتبط است.
در حالی که برخی از مطالعات، مانند مطالعات ذکر شده، ارتباطی را نشان می‌دهند، برخی دیگر این ارتباط را تأیید نمی‌کنند. به‌نظر می‌رسد این تفاوت به این دلیل است که محیط سر و دیگر برآوردها، اندازه‌گیری‌های غیرمستقیم هستند.

### تعداد اتصالات نورونی
مقدار از دست دادن سیناپس‌ها در زوال عقل زودرس بیشتر از زوال عقل دیررس است. این ممکن است نشان‌دهنده آسیب‌پذیری در برابر بروز اختلال شناختی بالینی باشد، هرچند ممکن است توضیحات دیگری نیز برای این پدیده وجود داشته باشد. 
ساختارهایی مانند مخچه به ذخیره مغزی کمک می‌کنند. مخچه حاوی بیشترین تعداد نورون‌ها در مغز است و در هر دو عملکردِ شناختی و حرکتی مشارکت دارد. مدارهای مخچه‌ای محل انواع مختلفی از انعطاف‌پذیری نورونی هستند، عاملی که نقش عمده‌ای در ذخیره مغزی ایفا می‌کند.

### مؤلفه ژنتیکی ذخیره شناختی
شواهد حاصل از یک مطالعه دوقلوها نشان می‌دهد که مؤلفه ژنتیکی در عملکردهای شناختی وجود دارد. تخمین‌های وراثت‌پذیری برای عملکردهای شناختی عمومی بالا اما برای حافظه خود پایین بوده است. با تنظیم اثرات آموزش، ۷۹٪ از کارکردهای اجرایی را می‌توان به مؤلفه ژنتیکی نسبت داد. مطالعه‌ای که دوقلوها و مطالعات فرزندخواندگی را ترکیب کرده است، نشان داد که همه توانایی‌های شناختی وراثتی هستند. «سرعت پردازش مغز» در این مطالعهٔ خاص بیشترین وراثت‌پذیری را نشان داد.

## ذخیره شناختی
ذخیره شناختی همچنین نشان‌دهنده تاب‌آوری در برابر آسیب‌های عصبی-پاتولوژیک است، اما تأکید در اینجا بر نحوه استفاده مغز از منابع آسیب‌دیده‌اش است. این موضوع می‌تواند به‌عنوان توانایی بهینه‌سازی یا حداکثر کردن عملکرد از طریق به‌کارگیری متفاوت شبکه‌های مغزی و/یا استراتژی‌های شناختی جایگزین تعریف شود. این یک مدل کارایی است، نه یک مدل آستانه‌ای و این بدان معناست که یک وظیفه یا عمل مشخص، با استفاده از منابع کمتری یا با استفاده بهینه‌تر از منابع عصبی پردازش می‌شود، که در نتیجه به عملکرد شناختی بهتر منجر می‌شود. مطالعات از عواملی مانند تحصیلات، شغل و سبک زندگی به‌عنوان شاخص‌هایی برای ذخیره شناختی استفاده می‌کنند، زیرا این عوامل معمولاً با ذخیره شناختی بالاتر همبستگی مثبت دارند.

### تحصیلات و شغل
تحصیلات بیشتر و شغل‌های پیچیده شناختی از جمله عواملی هستند که پیش‌بینی‌کننده توانایی‌های شناختی بالاتر در سنین پیری می‌باشند؛ بنابراین، دو شاخص رایج برای مطالعه ذخیره شناختی، تحصیلات و شغل هستند. مشخص شده است که تحصیلات در کاهش شناختی در پیری طبیعی، همچنین در بیماری‌های تحلیل‌برنده یا آسیب‌های مغزی تروماتیک نقش دارد. افزایش شیوع زوال عقل در افرادی که سال‌های کمتری تحصیل کرده‌اند، نشان‌دهنده این است که تحصیلات ممکن است در برابر بیماری آلزایمر محافظت کند. علاوه بر این، سطح تحصیلات تأثیر زیادی بر سبک زندگی بزرگسالان دارد. سطح تحصیلات از طریق تعداد سال‌هایی که فرد در مدرسه گذرانده یا به‌طور جایگزین، میزان سواد اندازه‌گیری می‌شود. احتمالاً سطح تحصیلات خود مجموعه‌ای از ابزارهای شناختی فراهم می‌آورد که به فرد اجازه می‌دهد تا تغییرات پاتولوژیک را جبران کند.
پرسش‌نامه شاخص ذخیره شناختی (CRIq) که برای ارزیابی سطح ذخیره شناختی طراحی شده است، برای ارائه تشخیص و درمان بهتر، به سال‌های تحصیل و دوره‌های آموزشی که حداقل شش ماه به طول انجامیده‌اند، توجه می‌کند تا بار تحصیلی روی ذخیره شناختی را ارزیابی کند. از نظر بالینی، تحصیلات با شدت زوال عقل همبستگی منفی دارد، اما با آتروفی ماده خاکستری، حجم داخل جمجمه‌ای و عملکرد شناختی کلی، همبستگی مثبت دارد. از نظر عصبی، تحصیلات با اتصال عملکردی بیشتر بین نواحی فرونتوپاریتال و ضخامت قشری بیشتر در شکاف تمپورال تحتانی چپ همبستگی دارد. علاوه بر سطح تحصیلات، نشان داده شده است که دوزبانگی توجه و کنترل شناختی را هم در کودکان و هم در بزرگسالان مسن‌تر تقویت می‌کند و شروع زوال عقل را به تعویق می‌اندازد. این امر به مغز کمک می‌کند که بهتر با پاتولوژی‌های زیربنایی کنار بیاید و می‌تواند به‌عنوان یک عامل محافظتی که به ذخیره شناختی کمک می‌کند، در نظر گرفته شود.
شاخص دیگر برای ذخیره شناختی، شغل است. مطالعات نشان می‌دهند که شغل ممکن است منبعی اضافی و مستقل برای ذخیره شناختی در طول زندگی فرد فراهم کند. معمولاً آخرین یا طولانی‌ترین شغل در نظر گرفته می‌شود. ارزش‌های شغلی ممکن است از نظر بار شناختی که درگیر است، متفاوت باشد. برخی شاخص‌های دیگر مانند موقعیت اجتماعی یا حقوق نیز می‌توانند در نظر گرفته شوند. فعالیت شغلی که توسط پرسش‌نامه CRIq اندازه‌گیری می‌شود، مشاغل بزرگسالی را ارزیابی می‌کند. پنج سطح مختلف از فعالیت‌های شغلی وجود دارد که از نظر درگیری فکری و مسئولیت شخصی تفاوت دارند. فعالیت شغلی به‌عنوان تعداد سال‌ها در هر حرفه در طول زندگی ثبت شده است. شغل به‌عنوان یک شاخص برای ذخیره شناختی با کارایی محلی و اتصال عملکردی در لوب تمپورال داخلی راست همبستگی مثبت دارد. شغل‌هایی که از نظر شناختی بیشتر تحریک‌کننده هستند، ارتباط ضعیفی با حافظه بهتر دارند، اما همبستگی قوی‌تری با عملکرد اجرایی بهتر دارند. این دو شاخص معمولاً با هم اندازه‌گیری می‌شوند و معمولاً با یکدیگر همبستگی بالایی دارند.
یک مطالعه ژنتیکی که از تحلیل تصادفی‌سازی مندلی استفاده کرده است، نشان داد که سطوح بالای شغلی با کاهش خطر ابتلا به بیماری آلزایمر مرتبط است. علاوه بر این، این مطالعه تأیید کرد که تحقق شغلی اثر مستقلی بر خطر ابتلا به بیماری آلزایمر دارد، حتی پس از در نظر گرفتن تحصیلات.

### هوش پیش از ابتلا
ضریب هوشی که از آزمون‌های روان‌سنجی استخراج می‌شود، به‌عنوان شاخص‌های ارزشمندی برای ذخیره شناختی شناخته شده است، به‌طوری‌که نمرات بالاتر نسبت به میانگین با کاهش شناختی کندتر مرتبط است. با این حال، نرخ کاهش در برخی زیرحوزه‌های شناختی، مانند سرعت پردازش، ممکن است کمتر تحت تأثیر ضریب هوشی پیش از ابتلا قرار گیرد. درجه همبستگی بین ضریب هوشی و ذخیره شناختی ممکن است بین انواع مختلف زوال عقل متفاوت باشد.

### سبک زندگی
برای هر سطح خاص از نقص بالینی، تغییرات آسیب‌شناختی بیشتری در مغز افرادی که مبتلا به بیماری آلزایمر هستند و در تعداد بیشتری از فعالیت‌ها مشارکت دارند، مشاهده می‌شود. این مسئله حتی زمانی که تحصیلات و بهره هوشی کنترل شده باشند، همچنان صادق است. این نشان می‌دهد که تفاوت‌های سبک زندگی ممکن است با افزایش ذخیره شناختی، فرد را مقاوم‌تر کند. به عبارت دیگر، تجربه‌های روزمره‌ای که بر شناخت تأثیر می‌گذارند، مشابه با تأثیر تمرینات بدنی بر عملکرد عضلانی و قلبی-عروقی هستند. با استفاده از جریان خون مغزی به عنوان یک شاخص غیرمستقیم از آسیب‌شناسی عصبی، که جریان خون مغزی پایین نشان‌دهنده آسیب بیشتر است، مشخص شد که در سطح خاصی از نقص بالینی، نمره فعالیت اوقات فراغت با جریان خون مغزی ارتباط منفی دارد. به عبارت دیگر، افرادی که نمره فعالیت بالاتری داشتند، قادر بودند آسیب بیشتری به مغز را تحمل کنند و بنابراین می‌توان گفت که ذخیره بیشتری دارند. مورتیمِر و همکاران در سال ۱۹۹۷ آزمون‌های شناختی را روی جمعیتی از ۶۷۸ راهبه انجام دادند و نشان دادند که سطوح مختلفی از فعالیت و عملکرد شناختی در بیماران مبتلا به آلزایمر ممکن است وجود داشته باشد. یکی از شرکت‌کنندگان که پلاک‌های نئوکورتیکال کمتری داشت، باوجود (یا به دلیل) وزن مغزی کم، با نقص‌های خفیف ادامه زندگی داد.

#### عوامل سبک زندگی
مطالعات اخیر چهار عامل قابل تغییر در سبک زندگی را شناسایی کرده‌اند که بر سلامت شناختی در دوران پیری تأثیر می‌گذارند و پتانسیل کاهش ریسک کاهش شناختی و زوال عقل را دارند. بین سال‌های ۲۰۱۱ تا ۲۰۱۳، مطالعه عملکرد شناختی و پیری ولز (CFAS-Wales) داده‌هایی را از گروهی متشکل از ۲٬۳۱۵ شرکت‌کننده سالم از نظر شناختی و بالای ۶۵ سال جمع‌آوری کرد که نه تنها نظریه تأثیر عوامل سبک زندگی را تأیید کرد بلکه تأثیر واسطه‌ای ذخیره شناختی را بر ارتباط مقطعی بین عوامل سبک زندگی و عملکرد شناختی در دوران پیری شناسایی کرد.

#### یافته‌ها
فعالیت‌های شناختی و اجتماعی: افرادی که فعالیت‌های تفریحی ذهنی زیادی دارند (خواندن مجلات یا روزنامه‌ها یا کتاب‌ها، بازی‌های کارتی، بازی‌ها یا بینگو، شرکت در کلاس‌ها و غیره)، فعالیت‌های اجتماعی (بازدید از دوستان یا بستگان یا دیدار با آنها و غیره) و فعالیت‌های مشغول‌کننده (کمک به دیگران در انجام کارهای روزمره، کارهای پولی و داوطلبانه) انجام می‌دهند، خطر کمتری برای ابتلا به زوال عقل دارند.
فعالیت بدنی: تأثیر قوی بر کاهش شناختی یا زوال عقل دارد.
رژیم غذایی سالم: تحقیقات در مورد رژیم‌های غذایی سالم، بر فواید پیروی از رژیم غذایی به سبک مدیترانه‌ای به‌عنوان یک حفاظت برای سلامت شناختی تأکید می‌کنند.
مصرف الکل: مطالعات نشان می‌دهند که مصرف الکل به میزان کم تا متوسط با ریسک کمتری برای ابتلا به زوال عقل همراه است (یک یا دو بار در هفته یا سه یا چهار بار در هفته)، در حالی که نوشیدن مکرر الکل در دوره‌های قبلی زندگی به‌عنوان یک عامل خطر برای کاهش شناختی در دوران پیری شناخته شده است.
به دلیل تنوع در چهار عامل سبک زندگی، مقیاس‌های خودگزارشی مختلفی برای مشخص کردن شدت هر شاخص استفاده می‌شوند.

#### بیماری پارکینسون
بیماری پارکینسون مثالی از یک وضعیت است که با نقش ذخیره شناختی و اختلال شناختی مرتبط است. پژوهش‌های قبلی در مورد بیماری پارکینسون نشان می‌دهند که ممکن است ذخیره شناختی در مغز انسان تأثیرگذار باشد.
بر اساس برخی مطالعات، سبک زندگی شناختی به‌عنوان یک عامل محافظ کلی در نظر گرفته می‌شود که می‌تواند از طریق چندین مکانیسم مختلف میانجی‌گری شود.
مطالعه‌ای در سال ۲۰۱۵ شامل تأثیرات سبک زندگی (شناختی) بر اندازه‌گیری‌های مقطعی و طولی بود. ۵۲۵ شرکت‌کننده با بیماری پارکینسون ارزیابی‌های اولیه مختلفی از عملکرد شناختی انجام دادند و داده‌های بالینی، اجتماعی و جمعیتی را ارائه کردند. پس از چهار سال، ۳۲۳ نفر در ارزیابی شناختی در پیگیری شرکت کردند؛ بنابراین پژوهشگران از اندازه‌گیری‌های شناختی جهانی و شدت زوال عقل استفاده کردند. نتایج نشان داد که علاوه بر سطح تحصیلات و وضعیت اجتماعی-اقتصادی، سطح بالاتر مشارکت اجتماعی اخیر نیز با کاهش ریسک زوال عقل مرتبط است. از سوی دیگر، افزایش سن و مشارکت اجتماعی پایین ممکن است ریسک زوال عقل را در بیماری پارکینسون افزایش دهند.

## ذخیره کلی
با وجود تفاوت‌ها در رویکرد مدل‌های ذخیره مغزی و ذخیره شناختی، شواهدی وجود دارد که نشان می‌دهند هر دو ممکن است وابسته به یکدیگر و مرتبط باشند. اینجا است که آنالوژی رایانه‌ای به پایان می‌رسد، زیرا در مغز به نظر می‌رسد که سخت‌افزار می‌تواند توسط نرم‌افزار تغییر کند.

### اثر نوروتروفیک دانش
قرار گرفتن در یک محیط غنی‌شده، که به‌عنوان ترکیبی از فرصت‌های بیشتر برای فعالیت‌های بدنی، یادگیری و تعامل اجتماعی تعریف می‌شود، ممکن است تغییرات ساختاری و عملکردی در مغز ایجاد کند و بر سرعت نورون‌زایی (تولید نورون‌ها) در هیپوکامپ‌های مدل‌های حیوانی بزرگسال و سالخورده تأثیر بگذارد. بسیاری از این تغییرات تنها با معرفی یک برنامه تمرین بدنی قابل انجام است و نیازی به فعالیت‌های شناختی به‌طور خاص ندارد.
در انسان‌ها، هیپوکامپ‌های خلفی رانندگان تاکسی دارای مجوز در لندن به‌طور مشهور بزرگتر از هیپوکامپ‌های گروه‌های کنترل همسان بودند، در حالی که هیپوکامپ‌های قدامی کوچکتر بودند. این مطالعه نشان می‌دهد که افرادی که رانندگی تاکسی را به‌عنوان شغل انتخاب می‌کنند (شغلی که برای ورود به آن، توانایی حفظ خیابان‌های لندن، که به‌عنوان «سخت‌ترین آزمون جهان در زمینه دانش خیابانی» توصیف می‌شود، نیاز است) هیپوکامپ‌های بزرگتری دارند، اما تغییر در حجم به‌دلیل رانندگی نشان داده نمی‌شود. به‌طور مشابه، در حالی که یادگیری زبان دوم نیازمند فعالیت‌های شناختی گسترده و پایدار است، به نظر نمی‌رسد که ریسک زوال عقل را نسبت به افرادی که زبان دیگری نیاموخته‌اند کاهش دهد، اگرچه دوزبانی مادام‌العمر با تأخیر در شروع بیماری آلزایمر مرتبط است.

## پیامدهای بالینی
تشخیص بالینی زوال عقل به‌طور کامل با سطوح آسیب‌شناسی عصبی زیرین مرتبط نیست. شدت آسیب‌شناسی‌ها و نقص در عملکرد شناختی نمی‌تواند رابطه مستقیمی با هم داشته باشد. نظریه ذخیره شناختی این پدیده را توضیح می‌دهد. کاتزمن و همکاران (۱۹۹۸) در یک مطالعه روی نتایج کالبدشکافی ۱۰ نفر، آسیب‌شناسی مربوط به بیماری آلزایمر را پیدا کردند. با این حال، همان بیماران در طول زندگی خود علائمی از بیماری آلزایمر نشان ندادند؛ بنابراین، زمانی که آسیب‌شناسی در مغز بروز می‌کند، ذخیره شناختی به مقابله با کاهش شناختی کمک می‌کند. بدین ترتیب، افراد با ذخیره شناختی بالا بهتر از افرادی که ذخیره شناختی پایین دارند، مقابله می‌کنند، حتی اگر آنها همان آسیب‌شناسی را داشته باشند. این موضوع باعث می‌شود افرادی که ذخیره شناختی بالایی دارند تا زمانی که آسیب شدید نشود، تشخیص داده نشوند.
ذخیره شناختی که می‌تواند به‌طور بالینی تخمین زده شود، تحت تأثیر بسیاری از متغیرها قرار دارد. پرسشنامه شاخص ذخیره شناختی (CRIq) ذخیره شناختی را در سه منبع اصلی اندازه‌گیری می‌کند: (۱) آموزش، (۲) فعالیت‌های شغلی و (۳) فعالیت‌های اوقات فراغت در طول زندگی فرد.

مهم است که توجه داشته باشیم ذخیره شناختی (و متغیرهای مرتبط با آن) از بیماری آلزایمر به عنوان یک فرایند بیماری جلوگیری نمی‌کند — تعریف ذخیره شناختی دقیقاً بر اساس وجود آسیب‌شناسی بیماری است. این بدان معناست که ایده سنتی مبنی بر اینکه تحصیل از بیماری آلزایمر پیشگیری می‌کند، نادرست است، اگرچه ذخیره شناختی از بروز نشانه‌های بالینی بیماری محافظت می‌کند. تا سال ۲۰۱۰، شواهد کافی برای توصیه به هر روشی برای افزایش ذخیره شناختی به منظور پیشگیری از زوال عقل یا آلزایمر وجود نداشت. از سوی دیگر، ذخیره شناختی تأثیر بسیار مهمی بر بیماری‌های نورودژنراتیو دارد. بیماران با ذخیره شناختی بالا تأخیر در کاهش شناختی را در مقایسه با بیماران با ذخیره شناختی پایین نشان دادند. با این حال، زمانی که علائم کاهش شناختی به صورت بالینی ظاهر می‌شود، بیماران با ذخیره شناختی بالا کاهش شناختی سریعی نشان می‌دهند.
وجود ذخیره شناختی به این معناست که افرادی که ذخیره بیشتری دارند و قبلاً دچار تغییرات آسیب‌شناختی در مغز هستند، توسط آزمون‌های شناختی بالینی استاندارد شناسایی نمی‌شوند. از سوی دیگر، هر کسی که این ابزارها را به‌طور بالینی استفاده کرده باشد می‌داند که این آزمون‌ها می‌توانند در افرادی که ذخیره بسیار کمی دارند، نتایج «مثبت کاذب» بدهند. از این دیدگاه، مفهوم «سطح مناسب چالش» به راحتی پدیدار می‌شود. به‌طور مفهومی، ممکن است بتوان ذخیره شناختی را اندازه‌گیری کرد و سپس آزمون‌های مخصوصی طراحی کرد که چالش کافی را ایجاد کنند تا افت شناختی اولیه را به‌طور دقیق در افرادی با ذخیره شناختی بالا و پایین شناسایی کنند. این موضوع پیامدهایی برای درمان و مراقبت دارد.
در افرادی با ذخیره شناختی بالا، پس از رسیدن به آستانه، تخریب به سرعت رخ می‌دهد. در این افراد و در حرفه‌های آنها، تشخیص زودهنگام ممکن است فرصتی برای برنامه‌ریزی مراقبت‌های آینده فراهم کند و به آنها این امکان را بدهد که در حالی که هنوز قادر به تصمیم‌گیری هستند، خود را با تشخیص تطبیق دهند. یک مطالعه توانبخشی شناختی که با بیماران مبتلا به زوال عقل انجام شد، نشان داد که بیماران با ذخیره شناختی پایین نتایج بهتری از توانبخشی آموزشی شناختی نسبت به افرادی با ذخیره شناختی بالا داشتند. این به این دلیل است که بیماران با ذخیره شناختی بالا علائم شناختی خود را به تأخیر انداخته‌اند و بنابراین بیماری دیگر نمی‌توانست در برابر آسیب‌شناسی مقاومت کند. علاوه بر این، بهبودی که در بیماران با ذخیره شناختی پایین مشاهده شد، نشان می‌دهد که این بیماران می‌توانند ذخیره شناختی خود را به عنوان یک فرایند مادام‌العمر بسازند.